# Saison 1 de 9-1-1: Lone Star
 (décembre 2019).
Si vous disposez d'ouvrages ou d'articles de référence ou si vous connaissez des sites web de qualité traitant du thème abordé ici, merci de compléter l'article en donnant les références utiles à sa vérifiabilité et en les liant à la section « Notes et références ».
Chronologie
Saison 2
Cet article présente la première saison de la série télévisée américaine 9-1-1: Lone Star.

## Généralités
- Aux États-Unis, cette saison a été diffusée du 19 janvier 2020 au 9 mars 2020 sur le réseau Fox, et en simultané au Canada sur le réseau CTV.
- En Suisse, cette saison est diffusée depuis le 18 octobre 2020 sur RTS 1.
- En France, cette saison sera diffusée à partir du 5 novembre 2020 sur M6.

## Distribution

### Acteurs principaux
- Rob Lowe (VF : Bruno Choël) : Owen Strand
- Liv Tyler (VF : Marie-Laure Dougnac) : Michelle Blake
- Jim Parrack (VF : Raphaël Cohen) : Judson « Judd » Ryder
- Ronen Rubinstein (VF : Jim Redler) : Tyler Kennedy « TK » Strand
- Sierra McClain (VF : Déborah Claude) : Grace Ryder
- Natacha Karam (VF : Alice Taurand) : Marjan Marwani
- Brian Michael Smith (VF : Mike Fédée) : Paul Strickland
- Rafael Silva (VF : Julien Allouf) : Carlos Reyes
- Julian Works (VF : Jonathan Gimbord) : Mateo Chavez

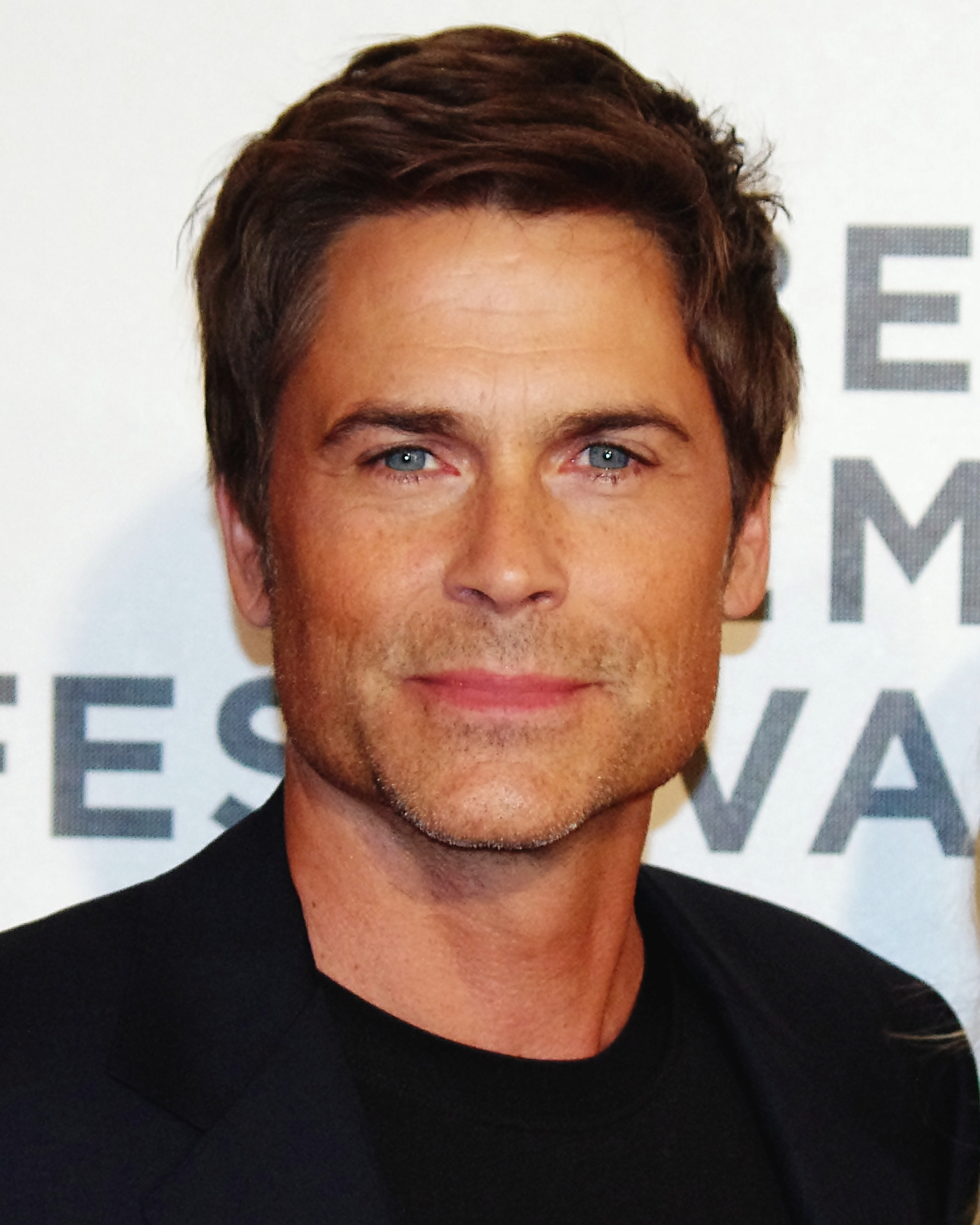
Rob Lowe
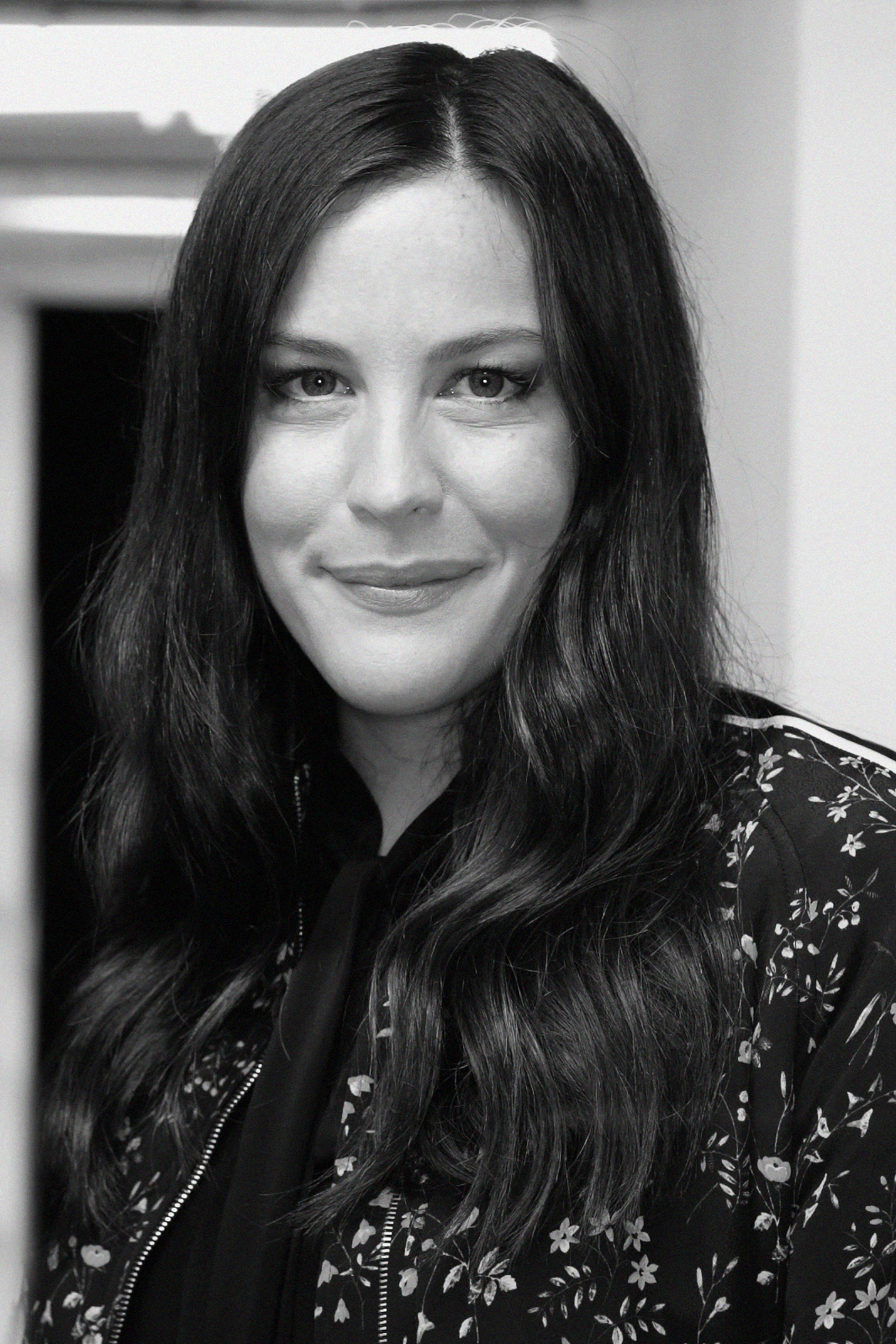
Liv Tyler
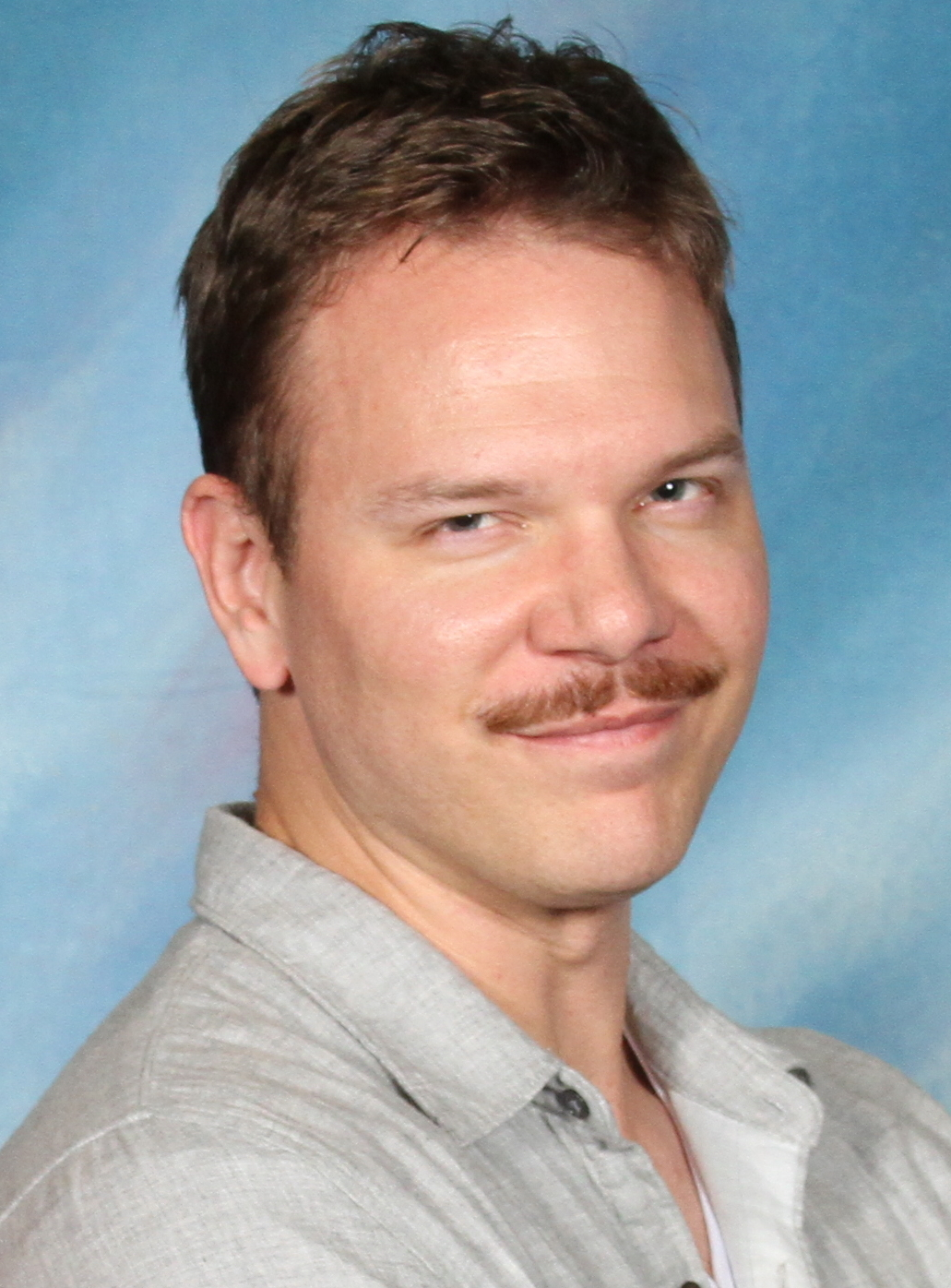
Jim Parrack
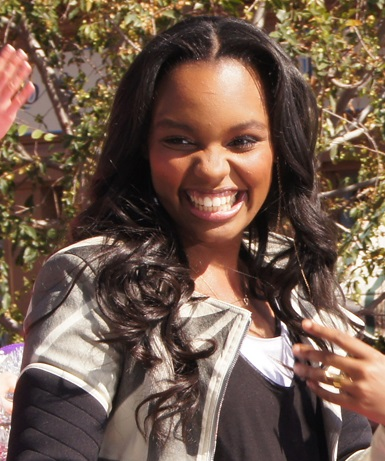
Sierra McClain
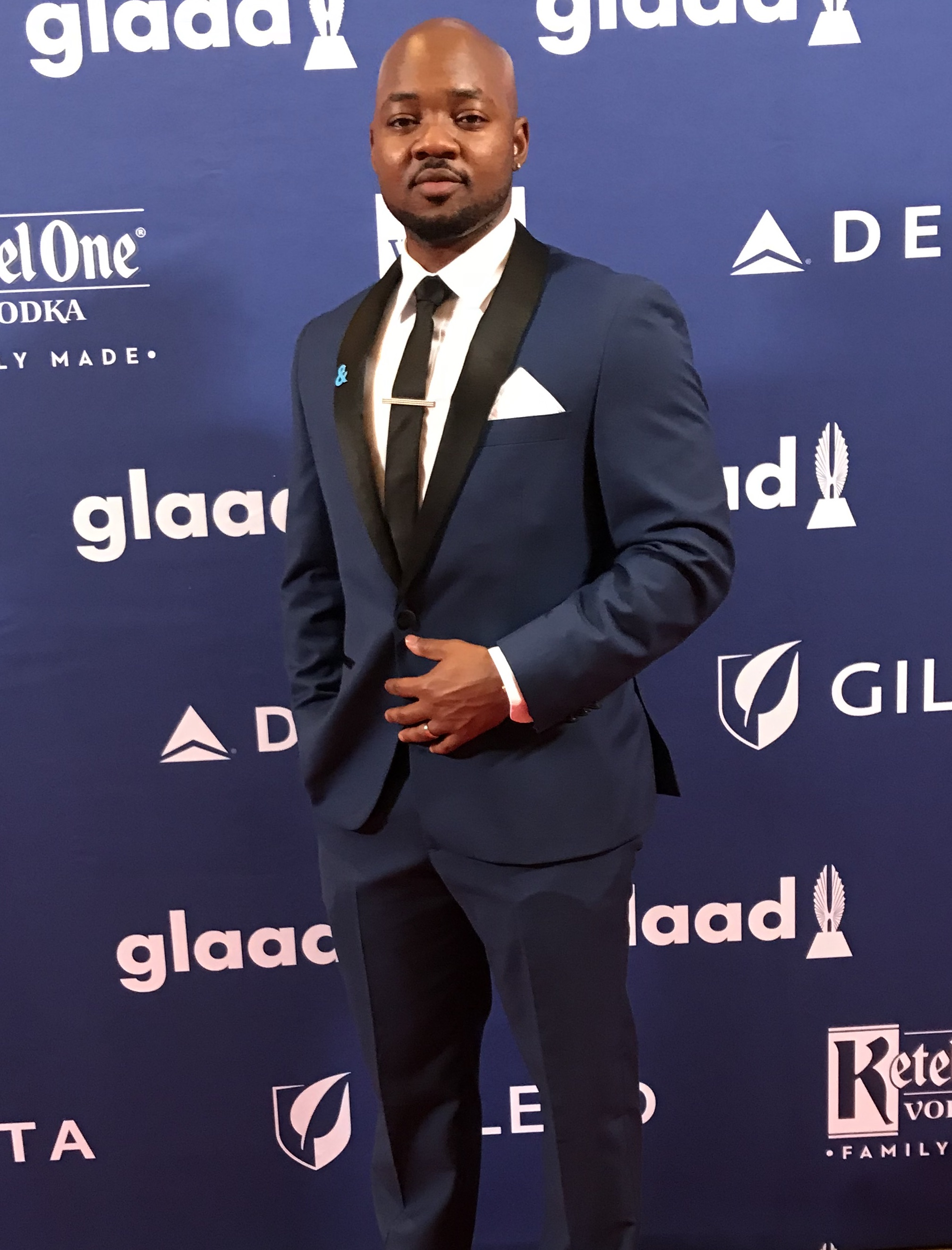
Brian Michael Smith

### Acteurs récurrents
- Kyle Secor : Alden Radford
- Brianna Baker (VF : Soleïma Arabi) : Nancy Gillian
- Mark Elias (VF : Stéphane Miquel) : Timothy « Tim » Rosewater
- Jon Foster (VF : Tanguy Goasdoué) : Dustin Shepard
- Brett Rice (en) (VF : Michel Voletti) : Wayne Gettinger
- Mary Kay Place : Theresa Blake
- Natalie Zea : Zoe
- Billy Burke : Billy Tyson
- Tamala Jones (VF : Corinne Wellong) : Sarina Washington
- Lyndsy Fonseca : Iris Blake

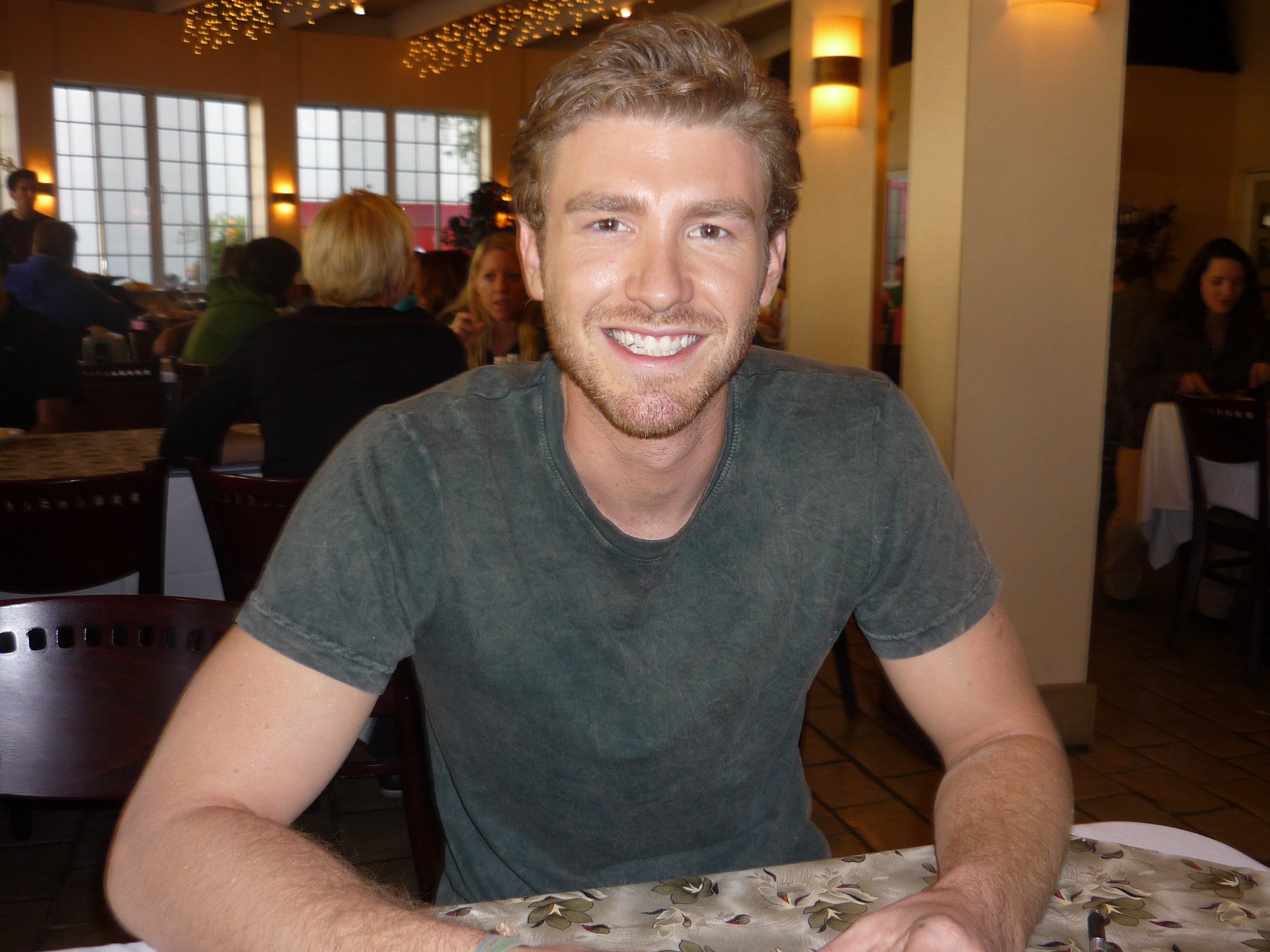
Jon Foster
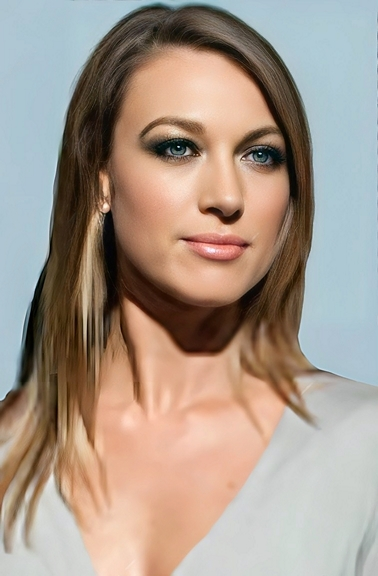
Natalie Zea
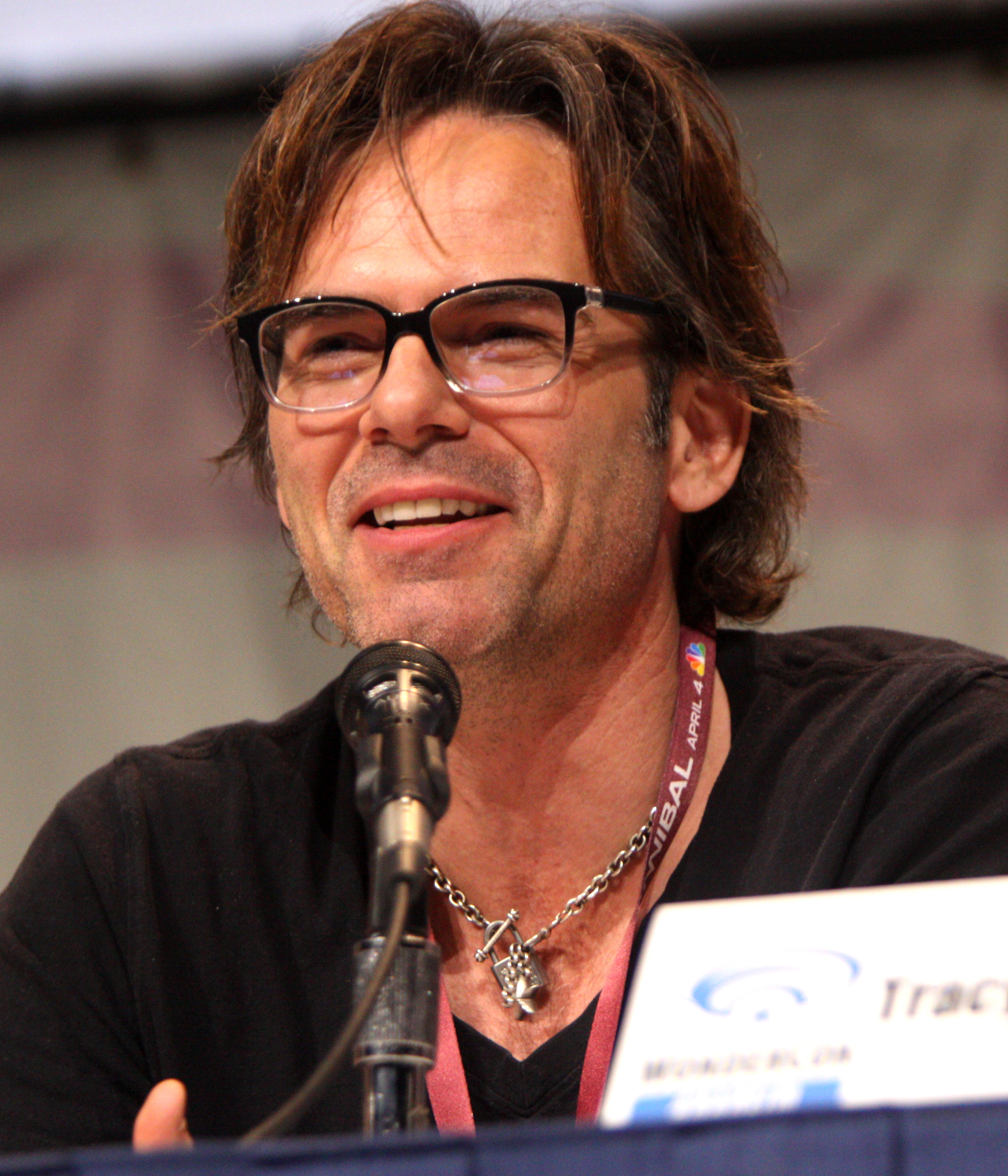
Billy Burke
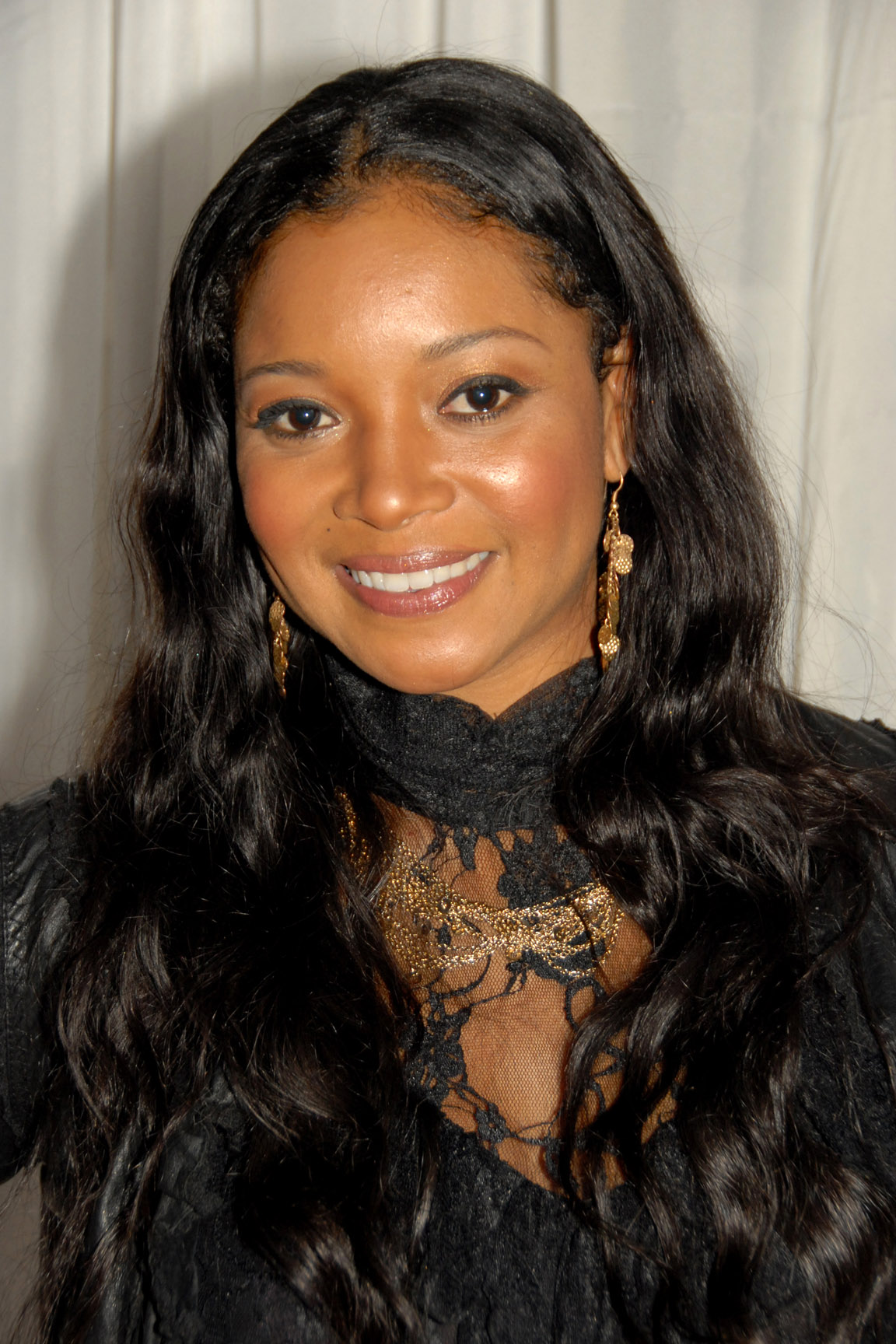
Tamala Jones
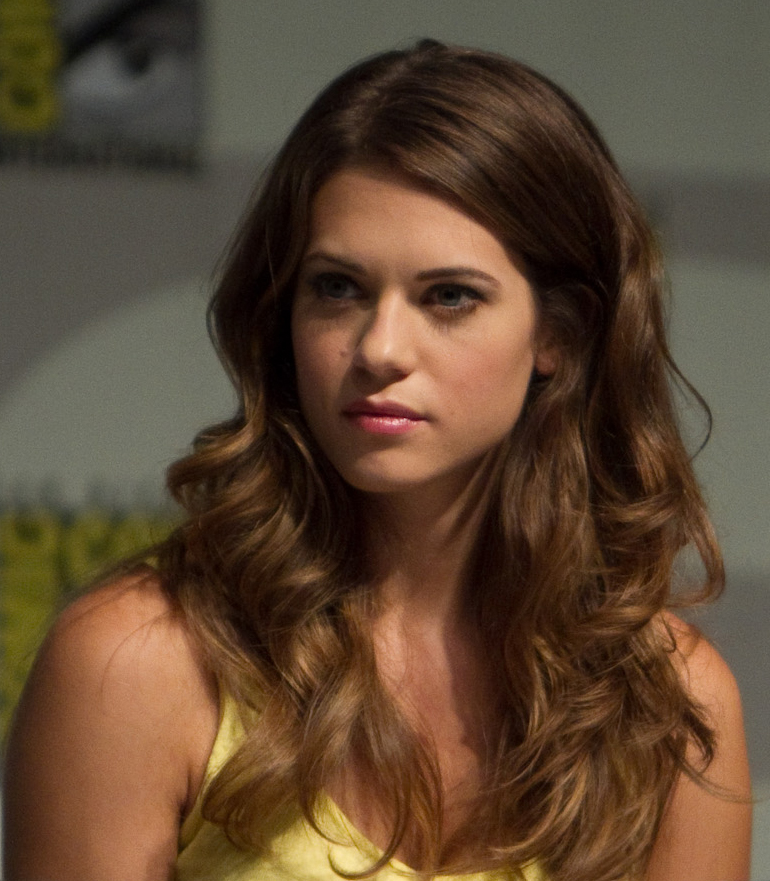
Lyndsy Fonseca

### Invités
- Alex Carter : Capitaine Braxton
- Jesse Luken (en) : Jake Harkes
- Matt McTighe : Chuck Parkland
- Graham Shiels : Cory Garrity
- Angel Parker (VF : Aurélie Konaté) : Josie

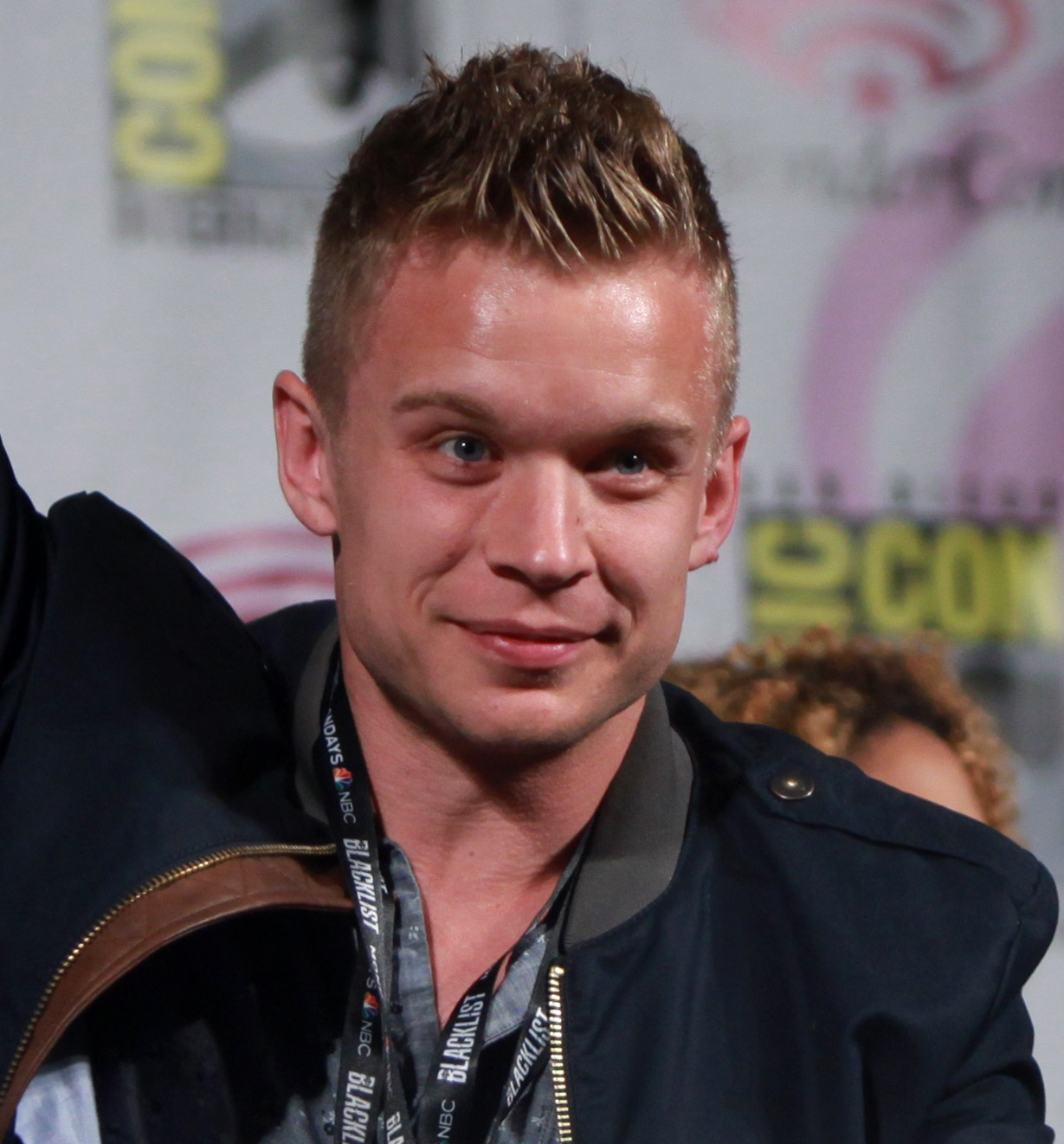
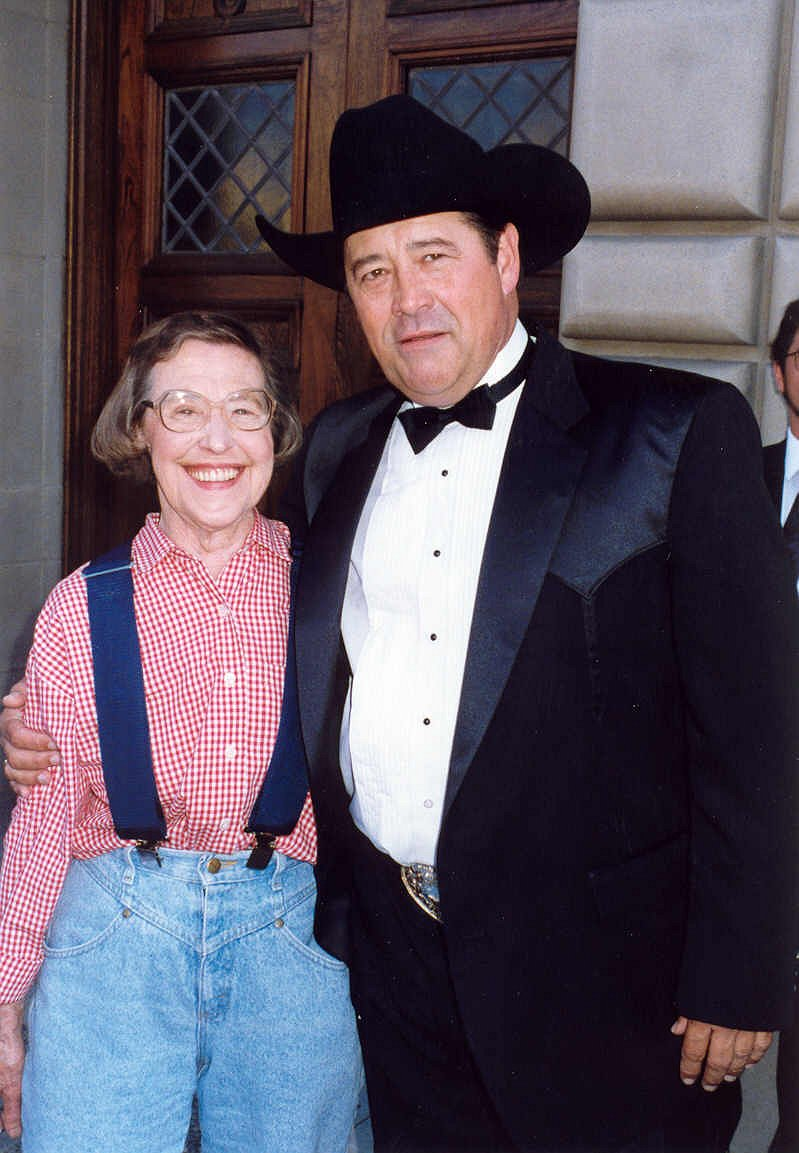
Barry Corbin : Stuart Ryder
- Tim Griffin (VF : Olivier Chauvel) : Bennett

- Jesse Luken (en)
- Barry Corbin

## Épisodes

### Épisode 1:Après l'incendie
- États-Unis /  Canada : 19 janvier 2020 sur Fox / CTV
- Suisse : 18 octobre 2020 sur RTS 1
- France : 5 novembre 2020 sur M6
- Belgique : 11 janvier 2021 sur RTL-TVI

- États-Unis : 11,41 millions de téléspectateurs (première diffusion)
- France : 2,26 millions de téléspectateurs (9,1 %)[1] (première diffusion)

### Épisode 2:Bienvenue au Texas
- États-Unis /  Canada : 20 janvier 2020 sur Fox / CTV
- Suisse : 18 octobre 2020 sur RTS 1
- France : 5 novembre 2020 sur M6
- Belgique : 11 janvier 2021 sur RTL-TVI

- États-Unis : 5,94 millions de téléspectateurs (première diffusion)
- France : 2,10 millions de téléspectateurs (9,6 %)[1]

### Épisode 3:Le Pouvoir de l'orgueil
- États-Unis /  Canada : 27 janvier 2020 sur Fox / CTV
- Suisse : 25 octobre 2020 sur RTS 1
- France : 12 novembre 2020 sur M6
- Belgique : 18 janvier 2021 sur RTL-TVI

- États-Unis : 5,58 millions de téléspectateurs (première diffusion)
- France : 1,88 million de téléspectateurs (7,5 %)[2] (première diffusion)

### Épisode 4:Alerte tempête
- États-Unis /  Canada : 3 février 2020 sur Fox / CTV
- Suisse : 25 octobre 2020 sur RTS 1
- France : 12 novembre 2020 sur M6
- Belgique : 18 janvier 2021 sur RTL-TVI

- États-Unis : 6,39 millions de téléspectateurs (première diffusion)
- France : 1,61 million de téléspectateurs (7,3 %)[2]

### Épisode 5:Graine d'étalon
- États-Unis /  Canada : 10 février 2020 sur Fox / CTV
- Suisse : 1er novembre 2020 sur RTS 1
- France : 19 novembre 2020 sur M6
- Belgique : 25 janvier 2021 sur RTL-TVI

- États-Unis : 5,73 millions de téléspectateurs (première diffusion)
- France : 1,83 million de téléspectateurs (7,4 %)[3] (première diffusion)

### Épisode 6:Esprit d'équipe
- États-Unis /  Canada : 17 février 2020 sur Fox / CTV
- Suisse : 1er novembre 2020 sur RTS 1
- France : 19 novembre 2020 sur M6
- Belgique : 25 janvier 2021 sur RTL-TVI

- États-Unis : 6,04 millions de téléspectateurs (première diffusion)
- France : 1,52 million de téléspectateurs (7,2 %)[3]

### Épisode 7:cul-de-sac
- États-Unis /  Canada : 24 février 2020 sur Fox / CTV
- Suisse : 8 novembre 2020 sur RTS 1
- France : 26 novembre 2020 sur M6
- Belgique : 25 janvier 2021 sur RTL-TVI

- États-Unis : 5,65 millions de téléspectateurs (première diffusion)
- France : 1,73 million de téléspectateurs (7,1 %)[4] (première diffusion)

### Épisode 8:Le monstre à l'intérieur
- États-Unis /  Canada : 2 mars 2020 sur Fox / CTV
- Suisse : 8 novembre 2020 sur RTS 1
- France : 26 novembre 2020 sur M6
- Belgique : 1er février 2021 sur RTL-TVI

- États-Unis : 5,61 millions de téléspectateurs (première diffusion)
- France : 1,49 million de téléspectateurs (7,1 %)[4]

### Épisode 9:Père et fils
- États-Unis /  Canada : 9 mars 2020 sur Fox / CTV
- Suisse : 15 novembre 2020 sur RTS 1
- France : 3 décembre 2020 sur M6
- Belgique : 1er février 2021 sur RTL-TVI

- États-Unis : 5,38 millions de téléspectateurs (première diffusion)
- France : 1,68 million de téléspectateurs (6,8 %)[5] (première diffusion)

### Épisode 10:Austin, on a un problème!
- États-Unis /  Canada : 9 mars 2020 sur Fox / CTV
- Suisse : 15 novembre 2020 sur RTS 1
- France : 3 décembre 2020 sur M6
- Belgique : 1er février 2021 sur RTL-TVI

- États-Unis : 5,38 millions de téléspectateurs (première diffusion)
- France : 1,50 million de téléspectateurs (7,2 %)[5]

## Audiences aux États-Unis
| N° d'épisode | Titre original            | Titre français                                    | Chaîne | Date de diffusion originale | Audience (en millions de téléspectateurs) | Pdm sur les 18-49 ans |
| ------------ | ------------------------- | ------------------------------------------------- | ------ | --------------------------- | ----------------------------------------- | --------------------- |
| 1            | Pilot                     | Après l'incendie                                  | FOX    | 19 janvier 2020             | 11.41                                     | 3.1/15                |
| 2            | Yee-Haw                   | Bienvenue au Texas                                | FOX    | 20 janvier 2020             | 5.94                                      | 1.0/5                 |
| 3            | Texas Proud               | Le pouvoir de l'orgueil                           | FOX    | 27 janvier 2020             | 5.58                                      | 1.0/5                 |
| 4            | Act of God                | Alerte tempête                                    | FOX    | 3 février 2020              | 6.39                                      | 1.3                   |
| 5            | Studs                     | Graine d'étalon                                   | FOX    | 10 février 2020             | 5.73                                      | 1.0                   |
| 6            | Friends Like These        | Esprit d'équipe                                   | FOX    | 17 février 2020             | 6.04                                      | 1.0                   |
| 7            | Bum Steer                 | Le pompier qui murmurait à l'oreille des taureaux | FOX    | 24 février 2020             | 5.65                                      | 0.9                   |
| 8            | Monster Inside            | Le monstre à l'intérieur                          | FOX    | 2 mars 2020                 | 5.61                                      | 0.9                   |
| 9            | Awakening                 | Père et fils                                      | FOX    | 9 mars 2020                 | 5.38                                      | 0.9                   |
| 10           | Austin, We Have a Problem | Austin, on a un problème !                        | FOX    | 9 mars 2020                 | 5.38                                      | 0.9                   |

## Audiences en France
| N° d'épisode | Titre français                                    | Chaîne | Date de diffusion française | Audiences (en millions de téléspectateurs) | Part d'audience (4 ans et plus) | Part d'audience (FRDA-50) |
| ------------ | ------------------------------------------------- | ------ | --------------------------- | ------------------------------------------ | ------------------------------- | ------------------------- |
| 1            | Après l'incendie                                  | M6     | 5 novembre 2020             | 2.26                                       | 9.1 %                           | 19.0 %                    |
| 2            | Bienvenue au Texas                                | M6     | 5 novembre 2020             | 2.10                                       | 9.6 %                           | 19.0 %                    |
| 3            | Le pouvoir de l'orgueil                           | M6     | 12 novembre 2020            | 1.88                                       | 7.5 %                           | 15.5 %                    |
| 4            | Alerte tempête                                    | M6     | 12 novembre 2020            | 1.61                                       | 7.3 %                           | 15.5 %                    |
| 5            | Graine d'étalon                                   | M6     | 19 novembre 2020            | 1.83                                       | 7.4 %                           | 15.6 %                    |
| 6            | Esprit d'équipe                                   | M6     | 19 novembre 2020            | 1.52                                       | 7.2 %                           | 15.6 %                    |
| 7            | Le pompier qui murmurait à l'oreille des taureaux | M6     | 26 novembre 2020            | 1.73                                       | 7.1 %                           | 15.2 %                    |
| 8            | Le monstre à l'intérieur                          | M6     | 26 novembre 2020            | 1.49                                       | 7.1 %                           | 15.2 %                    |
| 9            | Père et fils                                      | M6     | 3 décembre 2020             | 1.68                                       | 6.8 %                           | 15.7 %                    |
| 10           | Austin, on a un problème !                        | M6     | 3 décembre 2020             | 1.50                                       | 7.2 %                           | 15.7 %                    |